# Pelota italiana
La pelota italiana è una specialità sferistica del tamburello.

## Regolamento
La pelota italiana si chiama così poiché in alcune regole è simile a certe specialità della palla basca e palla valenciana. Si pratica con tamburello e palla in gomma di peso 75-77 g. con diametro 6,6 cm., e si gioca in doppio, 2 contro 2. Le partite si svolgono prevalentemente in sferisterio: il campo è lungo 54 m. e largo 10 m. con muro di appoggio. Il battitore deve effettuare la battuta facendo rimbalzare la palla nel quadrato, con lato di mezzo metro,  tracciato sul suolo. La partita è vinta da chi totalizza 41 punti senza un limite di tempo.
La variante chiamata minipelota si gioca con palla da tennis depressurizzata su un campo con rete divisoria alta 1,2 m., in posizione centrale, sulla quale deve passare la palla. In questa varietà di gioco, la vittoria si consegue realizzando 21 punti.
Attualmente in Italia, soprattutto in Sud Italia e  Calabria specialmente, è molto in voga tra i giocatori che utilizzano spesso il muro di appoggio quindi sta ottenendo una concreta popolarità.